# Crnča (Bijelo Polje)
Pour les articles homonymes, voir Crnča.
Crnča (en serbe cyrillique: Црнча) est un village du nord-est du Monténégro, dans la municipalité de Bijelo Polje.

## Démographie

### Évolution historique de la population[1]
| 1948 | 1953 | 1961 | 1971 | 1981 | 1991 | 2003 |
| ---- | ---- | ---- | ---- | ---- | ---- | ---- |
| 375  | 424  | 427  | 452  | 536  | 515  | 486  |